# Tezozómoc
Tezozómoc († 1426) war ein Fürst der Tepaneken, der von 1371 bis 1426 den Stadtstaat Azcapotzalco regierte. Er baute die Vormachtstellung der Tepaneken entschlossen aus und machte Azcapotzalco zur führenden politischen Kraft im Tal von Mexiko.
In seiner Herrschaftszeit war das aztekische Tenochtitlán ein Vasall der Tepaneken und hatte für diese Krieg mit anderen Städten zu führen und zu erobern. Viele seiner Söhne wurden Herrscher über von den Azteken eroberten Städten im Tal von Mexiko. Den Höhepunkt dieser Auseinandersetzungen bildete der Kampf mit der Stadt Acolhuacán, die zu dieser Zeit die zweitmächtigste Stadt der Region war. Der 1414 begonnene Krieg zog sich mehrere Jahre hin und konnte nur durch massive Hilfe von Tenochtitlán und Tlatelolco gewonnen werden. Als Belohnung wurde eine von Tezozómocs Töchtern mit dem Aztekenherrscher Huitzilíhuitl verheiratet. Aus dieser Verbindung ging Chimalpopoca hervor, der seinem Vater noch als Kind auf den Thron nachfolgen sollte.
Nach Tezozómocs Tod im Jahre 1426 wurde sein Sohn Maxtla sein Nachfolger.